# 感状山城

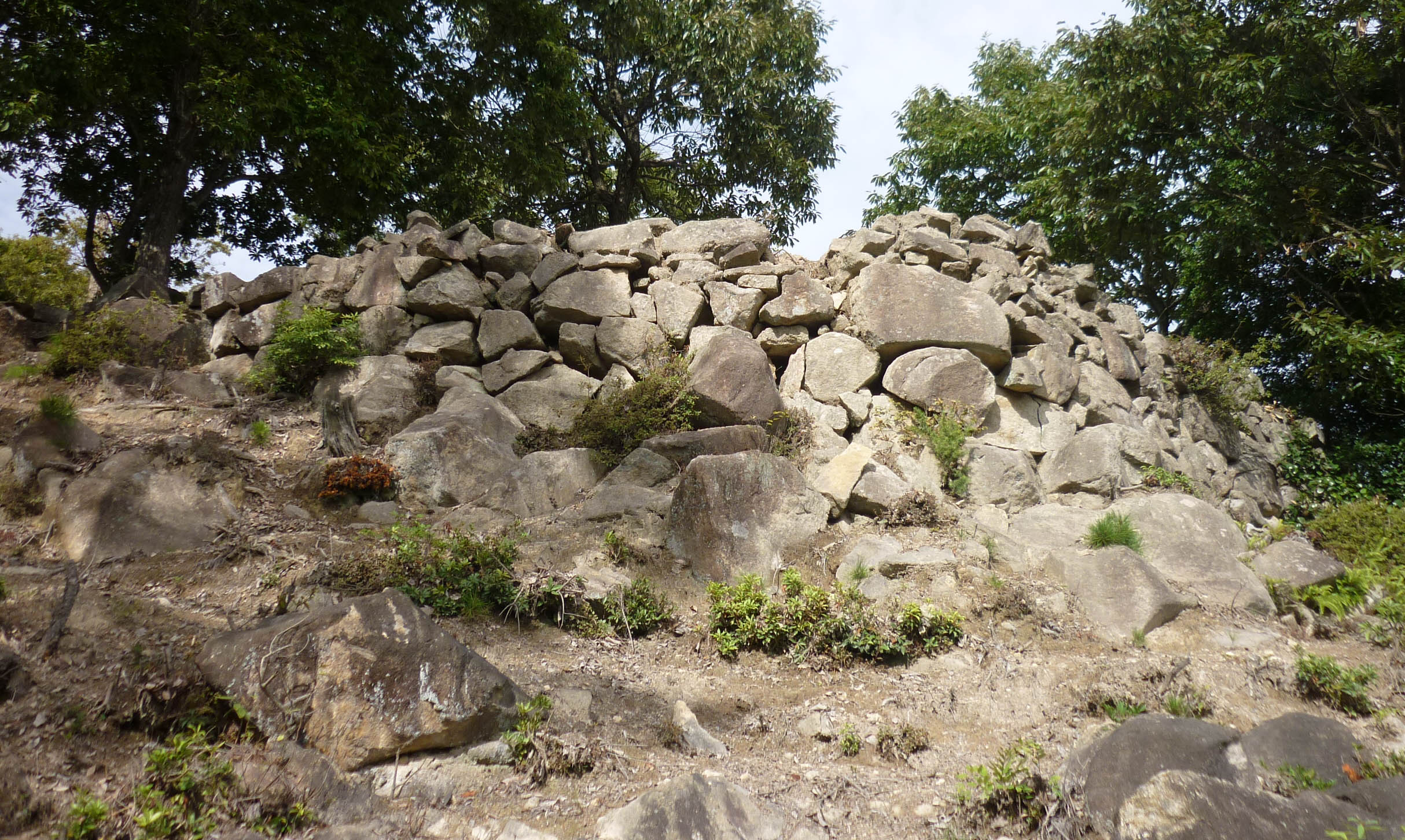
南曲輪群の石垣

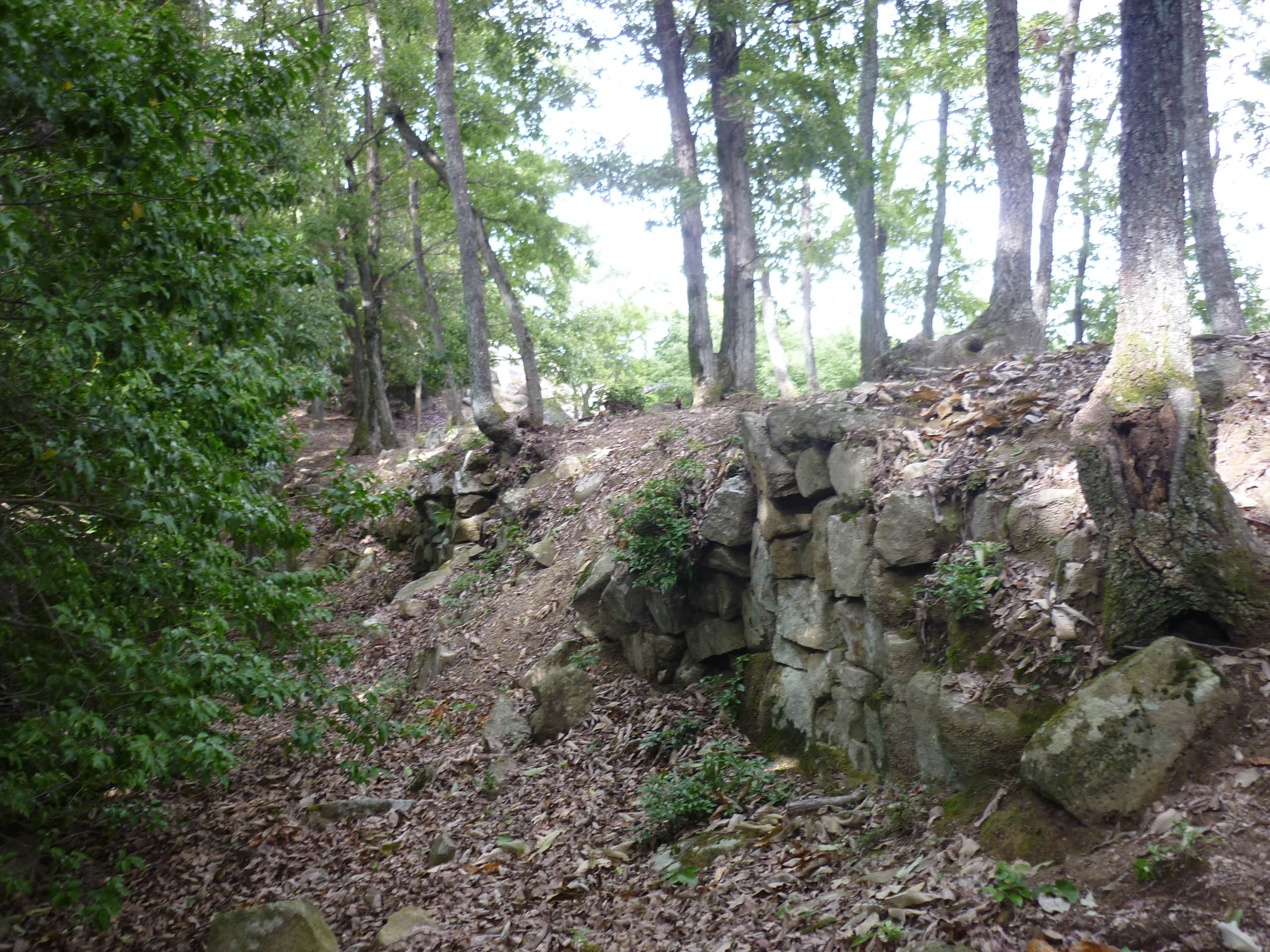
曲輪東側の石垣

感状山城（かんじょうさんじょう）は、兵庫県相生市矢野町瓜生にあった日本の城。「赤松氏城跡」の一部として国の史跡に指定されている。

## 城名の由来
新田義貞の軍勢を50余日にわたり足止めをした功績により、赤松則祐が足利尊氏に感状を授かったことに由来する。

## 歴史
誰がいつ築城したかはっきりしておらず、いつ落城したかもわかっていない。
- 築城については以下の説がある。
  - 鎌倉時代に瓜生左衛門尉が築城した。
  - 南北朝時代の初期に赤松則祐が築城した。
- 落城については以下の説がある。
  - 南北朝時代後期の新田義貞の播磨攻めの時に赤松則祐が焼いた。
  - 1577年に羽柴秀吉の上月城攻めの時に落城した。

## 周辺
- 羅漢の里
- 瓜生羅漢石仏（十六羅漢）